# Валанс (округ)
Валанс (фр. Valence) — округ (фр. Arrondissement) во Франции, один из округов в регионе Рона-Альпы. Департамент округа — Дром. Супрефектура — Валанс.
Население округа на 2011 год составляло 308 450 человек. Плотность населения составляет 164 чел./км². Площадь округа составляет всего 1884 км².

## Список кантонов округа Валанс
- кантон Бур-де-Пеаж;
- кантон Крест (частично, 8 коммун);
- кантон Дьёлёфи (частично, 1 коммуна);
- кантон Дром-де-Колин;
- кантон Лорьоль-сюр-Дром (частично, 6 коммун);
- кантон Роман-сюр-Изер;
- кантон Сен-Валье;
- кантон Тан-л'Эрмитаж;
- кантон Валанс-1;
- кантон Валанс-2;
- кантон Валанс-3;
- кантон Валанс-4;
- кантон Веркор-Мон дю Матен (частично, 25 коммун).